# Marina Volnova
Marina Ivanovna Volnova (Qyzylorda, 26 luglio 1989) è una pugile kazaka.

## Palmarès
- Giochi olimpici

Londra 2012: bronzo nei pesi medi femminile.